# 阿古古魯
阿古古魯 （英語：Agugulu）是位於美屬薩摩亞圖圖伊拉島西南海岸的一個村莊。它靠近阿馬納夫，距離島的西端不遠。2000年做的人口普查數據顯示，其居住人口為45人。 至2010年所做的人口普查數據顯示，其居住人口為51人。